# Catapodium demnatense
Catapodium demnatense là một loài thực vật có hoa trong họ Hòa thảo. Loài này được (Murb.) Maire & Weiller mô tả khoa học đầu tiên năm 1942.